# Arhiducele Wilhelm Franz de Austria
Arhiducele Wilhelm Franz Karl de Austria-Teschen (n. 21 aprilie 1827, Viena, Imperiul Austriac – d. 29 iulie 1894, Weikersdorf am Steinfelde⁠(d), Austria Inferioară, Austro-Ungaria) a fost un Arhiduce de Austria din dinastia de Habsburg.
S-a născut la Viena drept cel mai mic copil al Arhiducelui Karl, Duce de Teschen (1771–1847) și al Prințesei Henrietta de Nassau-Weilburg (1797–1829). Prin tatăl său a fost nepot al împăratului Leopold al II-lea (1747–1792). 

## Arbore genealogic
1. 1 2  „Arhiducele Wilhelm Franz de Austria”, Gemeinsame Normdatei, accesat în 3 mai 2014
2. ↑  Wilhelm Franz Karl Erzherzog von Österreich, The Peerage, accesat în 9 octombrie 2017
3. ↑  Habsburg, Wilhelm Franz Karl (BLKÖ)[*] Verificați valoarea |titlelink= (ajutor)
4. ↑  „Arhiducele Wilhelm Franz de Austria”, Gemeinsame Normdatei, accesat în 15 decembrie 2014